# Liste der Baudenkmale in Alexandra
Die Liste der Baudenkmale in Alexandra umfasst alle vom New Zealand Historic Places Trust (NZHPT) als „Historic Place“ oder „Historic Area“ eingestuften Baudenkmale und Flächendenkmale der neuseeländischen Ortschaft Alexandra. Die Angaben stammen aus dem Register des NZHPT. Die Bezeichnungen der Baudenkmale orientieren sich an diesem Register. In die Liste werden auch bekannte Wahi Tapu (Area), kulturell und religiös bedeutsame Stätten und Gebiete der Māori, aufgenommen. Sie werden jedoch meist nicht publiziert.

| Bild           | Bezeichnung                       | Ort       | Anschrift                                  | Beschreibung                                                                 | Bauzeit    | Eintrag       | Nummer | Kat. |
| -------------- | --------------------------------- | --------- | ------------------------------------------ | ---------------------------------------------------------------------------- | ---------- | ------------- | ------ | ---- |
| weitere Bilder | Alexandra Bridge Piers            | Alexandra | State Highway 8 Karte                      | Pfeiler einer Brücke aus den 1880er Jahren                                   | 1882       | 7. April 1983 | 0349   | 1    |
| weitere Bilder | Alexandra Courthouse              | Alexandra | 8 Centennial Avenue Karte                  | Ehemaliges Gerichtsgebäude                                                   | 1879       | 22. Juni 2007 | 2081   | 2    |
| weitere Bilder | Simmond's Boarding House (Former) | Alexandra | 18 Limerick Street und Kelman Street Karte | Hotel, ehemaliges                                                            | 1882       | 27. Juni 2008 | 2080   | 2    |
| BW             | Shaky Bridge                      | Alexandra | Kerry Street; Graveyard Gully Road Karte   | Hängebrücke                                                                  | 1879 (ca.) | 27. Juni 2008 | 2082   | 2    |
| BW             | Lye Bows Historic Area            | Alexandra | Butchers Gully Karte                       | Zeugnisse der Besiedlung durch chinesische Einwanderer in der Goldgräberzeit | 19. Jh.    | 24. Juni 2004 | 7547   | HA   |
| BW             | Illustrious Energy Historic Area  | Alexandra | Conroys Gully Karte (ungenau)              | Felshütte chinesischer Bergleute und Überreste des Goldbergbaues             | 19. Jh.    | 25. Juni 2004 | 7548   | HA   |